# زینیدا لونینا
زینیدا لونینا (به انگلیسی: Zinaida Lunina) ژیمناست زادهٔ ۱۸ آوریل ۱۹۸۹ میلادی اهل کشور بلاروس است.